# Mpohor

Mpohor är en ort i sydvästra Ghana, och är belägen ett par mil nordväst om Sekondi-Takoradi. Den är huvudort för distriktet Mpohor och hade 10 826 invånare vid folkräkningen 2010.